# Ariel Camacho
José Ariel Camacho Barraza (Guamúchil, Sinaloa; 8 de julio de 1992 - Angostura, Sinaloa; 25 de febrero de 2015), conocido como Ariel Camacho, fue un músico, compositor y multinstrumentista mexicano. Fue vocalista y fundador de Los Plebes del Rancho, con los que emprendió su carrera musical en 2013. Su último álbum en vida fue lanzado en el año 2014 titulado como El Karma. Póstumamente, en el año 2017,  ganó 3 Premios Billboard de la música latina, al nuevo artista del año  y a la Canción Regional Mexicana, así como otras cinco nominaciones.

## Biografía y carrera
Jose Ariel Camacho Barraza nació el 8 de julio de 1992 en la ciudad de Guamúchil, Sinaloa. Su padre es Benito Camacho y su madre es Reynalda Barraza, Ariel Camacho a su corta edad empezó a mostrar un gran interés por la música y el género sierreño del regional mexicano debido a que su padre tocaba en un grupo musical. Es asi ya que su abuelo materno le regaló una guitarra como instrumento y le diría la famosa frase:Ten mijo esta es la "Tuyia" porque la guitarra era más grande que Ariel.
Empezó a ayudar a sus abuelos en la agricultura desde muy joven, paseándose por el municipio de Angostura, cada vez que le agradaba. Y según sus compañeros, le gustaba andar de un lado a otro en su camioneta. Pero el gusto musical le impulsó a tomar clases de guitarra a la edad de 8 años.
Al cursar la preparatoria, el deseo de sus padres era que consiguiera su título de doctor, pero a Camacho le parecía más el gusto por la música, al grado de pensar en hacer un proyecto más formal.
Durante los años de 2012 y 2013 Ariel publicaba en redes sociales vídeos donde interpretaba temas de su autoría y versiones de sus ídolos como lo son Miguel y Miguel, pero con identidad anónima pues no mostraba su rostro.
Es así como en el año de 2013, es presentado por un colega al empresario Jaime González, dueño de la discografía JG Music, y es así como Jaime lo apoya en su proyecto, y contactando a un amigo de Ariel, César Sánchez (El Tigre), y al tubero Omar Burgos se crea la agrupación Los Plebes el Rancho de Ariel Camacho, debutando con el video del tema El Rey de Corazones.
En 2014, después de varios éxitos, la agrupación cambio de rumbo hacia una nueva disquera conocida como DEL Records, la cual hizo que la agrupación tuviera más impulso en las redes sociales y lo que era el género, lanzando un disco titulado "El Karma".

### Muerte
Ariel Camacho provenía del Carnaval de Mocorito con otras 5 personas cuando alrededor de las 3:20 a. m. del 25 de febrero de 2015, una llamada anónima alertó a los servicios médicos de que un auto color arena se encontraba gravemente accidentado en la carretera Angostura-La Reforma. Ariel había sufrido un accidente automovilístico cuando derrapó en una curva mientras conducía al límite de velocidad y perdió el control del automóvil, estrellándose con la valla de contención, para posteriormente salirse de la carretera, y caer sobre un canal de agua. En la carretera se encontraron marcas de un derrape de más de 80 metros, el fuerte impacto le provocó un traumatismo craneoencefálico perdiendo la vida a los 22 años de edad.
Póstumo a su muerte, la compañía DEL Records lanzó el disco "Hablemos" el 10 de noviembre de 2015.
En 2024, 9 años después de la muerte de Ariel, se descubrió que tuvo un hijo biológico llamado Tadeo, fruto de una relación que el cantante tuvo con una de sus exs parejas.

## Discografías
- 2013: Rey de corazones (con bajo eléctrico), (JG Músic)
- 2013: La Tuyía, (JG Music)
- 2014: El karma (DEL Records)[7]
- 2015: Hablemos (álbum póstumo), (DEL Records)[7]
- 2017: Ariel Camacho para siempre (álbum póstumo), (DEL Records)
- 2021: El Ruidoso - Single (JG Music)
- 2022: Recuerdos Para Pistear (JG Music)
- 2022: Fiesta En El Cielo Vol. 1

## Homenajes
- 2019: Nació Pa Leyenda, (Los Plebes Del Rancho De Ariel Camacho)
- 2020: 5 Años Después, (Los Plebes Del Rancho De Ariel Camacho)
- 2021: Recordando A Una Leyenda, (Los Plebes Del Rancho De Ariel Camacho y Christian Nodal)
- 2022: Un Mentado Ariel, (Los Plebes Del Rancho De Ariel Camacho)
- 2024: El Plebe Del Rancho, (Los Plebes Del Rancho De Ariel Camacho)